# José María González Pérez
José María González Pérez (n. Cerezo de Río Tirón, Burgos, España; 13 de noviembre de 1942) es un exciclista español, afincado en el País Vasco, profesional entre los años 1972 y 1976.
Sus únicas victorias las obtuvo en la modalidad de ciclocrós, a la que se dedicó prácticamente en exclusividad, siendo su máximo logro el Campeonato de España de Ciclocrós de 1970 cuando todavía era ciclista aficionado. 

## Palmarés
| 1969 - 3.º en el Campeonato de España de Ciclocrós 1970 - Campeonato de España de Ciclocrós 1972 - 2.º en el Campeonato de España de Ciclocrós | 1973 - 2.º en el Campeonato de España de Ciclocrós 1974 - 2.º en el Campeonato de España de Ciclocrós 1975 - 3.º en el Campeonato de España de Ciclocrós |

## Equipos
- Karpy (1968-1971) (amateur)
- Xey (1972)
- La Casera (1973-1976)